# Passiflora haematostigma
Passiflora haematostigma Mart. ex Mast. – gatunek rośliny z rodziny męczennicowatych (Passifloraceae Juss. ex Kunth in Humb.). Występuje naturalnie w Brazylii (w stanach Amazonas, Pará, Goiás, Mato Grosso, Minas Gerais, Rio de Janeiro, São Paulo, Paraná oraz Santa Catarina). 

## Morfologia
PokrójZdrewniałe, trwałe, owłosione liany.
LiściePodłużnie owalne lub eliptyczne, rozwarte lub ostrokątne u podstawy, skórzaste. Mają 4–13 cm długości oraz 2–11 cm szerokości. Całobrzegie, z tępym lub ostrym wierzchołkiem. Ogonek liściowy jest owłosiony i ma długość 20–40 mm. Przylistki są nietrwałe.
KwiatyPojedyncze lub zebrane w pary. Działki kielicha są liniowo podłużne, białe, mają 2–3 cm długości. Płatki są liniowo spłaszczone, białe, mają 1,5–2 cm długości. Przykoronek ułożony jest w dwóch rzędach, ma 2–15 mm długości.
OwoceSą elipsoidalnego kształtu. Mają 4–6 cm długości i 3–3,5 cm średnicy.